# Новогеоргіївка (Баштанський район)
Новогео́ргіївка — село в Україні, у Баштанській міській громаді Баштанського району Миколаївської області. Населення становить 396 осіб.

## Географія
Понад селом протікає Балка Злодійка.

## Історія
Станом на 1886 рік у селі Полтавської волості мешкало 300 осіб, налічувалось 58 дворів, працювала лавка.

## Населення
Згідно з переписом УРСР 1989 року чисельність наявного населення села становила 329 осіб, з яких 153 чоловіки та 176 жінок.
За переписом населення України 2001 року в селі мешкала 391 особа.

### Мова
Розподіл населення за рідною мовою за даними перепису 2001 року:
| Мова       | Відсоток |
| ---------- | -------- |
| українська | 92,17 %  |
| молдовська | 3,54 %   |
| російська  | 3,54 %   |
| білоруська | 0,51 %   |
| інші       | 0,24 %   |